# باغ سالاری کلانتری
باغ سالاری کلانتری مربوط به دوره قاجار است و در کرمان، میدان بیرم آباد، خیابان شهید صیاد شیرازی واقع شده و این اثر در تاریخ ۲۲ مرداد ۱۳۸۴ با شمارهٔ ثبت ۱۳۰۷۱ به‌عنوان یکی از آثار ملی ایران به ثبت رسیده است.